# Die Nacht, als Minsky aufflog
Die Nacht, als Minsky aufflog ist eine US-amerikanische Filmkomödie aus dem Jahre 1968 von William Friedkin, der hier zum zweiten Mal (nach dem Sonny-und-Cher-Film Good Times) bei einem Kinofilm Regie führte. Mit dieser mit Jason Robards und Britt Ekland in den Hauptrollen besetzten, „originellen, humorigen Geschichte rund um die Erfindung des Striptease“ landete Nachwuchsregisseur Friedkin seinen ersten Erfolg. Die Buchvorlage The Night They Raided Minsky’s  lieferte Rowland Barber.

## Handlung
New York im Jahre 1925. Der geschäftstüchtige und hartgesotten-raubauzige Showman Raymond Paine managt in der Lower East Side die Varietébühne Minsky’s Burlesque des noch sehr jungen Billy Minsky, das im National Winter Garden Theatre seines Vaters Louis Minsky seine Heimstatt gefunden hat. Paine ist alles andere als ein sensibler Feingeist, und seine Shows sind nicht eben auf ein Hochkultur-Publikum ausgerichtet, sondern vielmehr auf all diejenigen Männer, die tanzende Showgirls sehen wollen, die wiederum keine Probleme damit haben, bei ihren Auftritten viel, Bein, Busen und Po zu zeigen. Mit diesen Inszenierungen schrammt Paine immer wieder hart am Rande der Illegalität entlang, denn die Sittengesetze New Yorks sind streng, und die Vance Fowlers Society for the Suppression of Vice, eine selbstgerechte Organisation zur angeblichen Aufrechterhaltung von Sitte und Moral, sorgt dafür, dass die Polizei bei Überschreitung eben dieser Grenzen gern einmal eine Razzia im Minsky’s veranstaltet.
Dies ist die Ausgangssituation der Geschichte, in deren Mittelpunkt das junge Amish-Mädchen Rachel Schpitendavel aus Pennsylvania steht. Bibelfest und überaus züchtig, ist sie dem strengen Regiment ihres überall Unsitte und Verworfenheit vermutenden Vaters Jacob Schpitendavel entflohen und beim Minsky’s gelandet. Ihre Intention ist es, sittsame Bibeltänze aufzuführen. Als Paine sie so tanzen sieht, weiß er schon ganz genau, wie er das kleine Unschuldslamm aus der US-Provinz vermarkten will: als „erotisches Überraschungspaket“ Mademoiselle Fifi in einer speziellen Mitternachtsshows für den interessierten Herrn, der sich allem gegenüber offen zeigt. Das Problem ist: Rachel ist viel zu brav und keusch, und es wird nicht leicht sein, ihre dementsprechenden Tanzdarbietungen, mit dem man keinen Hund hinter dem Ofen hervorlocken kann, derart umzugestalten, dass das New Yorker Publikum Gefallen daran findet. Da überkommt Paine eine hinterhältige Idee, mit der er gleich zwei Fliegen mit einer Klappe schlagen will: Er will mit dem Gerücht, jene Mademoiselle Fifi werde das Sittengesetz brechen, Vance Fowlers Society mit der Polizei im Schlepptau zu einer Razzia im Minsky-Theater zu provozieren und zu diesem Zeitpunkt seine beiden größten Gegner mit einem unschuldigen Bibeltanz Rachels bis auf die Knochen blamieren, damit er mit zukünftigen Rachel-Auftritten seine Ruhe vor den Moralaposteln hat. 
Am Tag der Aufführung treten jedoch gleich mehrere Komplikationen auf: Rachels Vater Jacob erscheint, um seine Tochter nach Hause zu holen. Der hünenhafte Alte ist ebenso schwarzgekleidet wie gottesfürchtig und würde diesen Minsky-„Sündenpfuhl“ am liebsten mit Feuer und Schwert purgieren. Der schon ein wenig in die Jahre gekommene Trim will unbedingt „Mademoiselle Fifi“ zu seiner Freundin machen, und Paine beginnt sich mit seinem Rivalen Chick Williams regelrecht zu prügeln. Als wäre am Abend der Show nicht alles schon turbulent genug, versucht der aufgebrachte Jacob seine Tochter bis zuletzt vom Gang auf die Bühne aufzuhalten. Rachel reißt sich los, dabei zerreißt ihr Showkleid. Der züchtige Bibeltanz ist damit schlagartig gestorben, und die Gäste pfeifen und johlen, weil sie sehr viel mehr Haut zu sehen bekommen, als sie zu hoffen wagten. Rachel, angetörnt von den Jubelrufen, schält sich nunmehr Stück für Stück aus den Lumpen der verbliebenen Kleiderreste, muss allerdings im Gesicht des am Bühnenrand zuschauenden Paine Missbilligung sehen, denn sie zeigt genau das, was die Polizei nicht sehen soll. Rachel streckt die Hände nach Paine aus, dabei fällt ihr Kleid herunter, und sie steht nun quasi nackt vor ihrem Publikum. Es ist die Nacht, als Minsky aufflog, denn die Polizei übernimmt jetzt das Kommando, vertreibt alle Darsteller von der Bühne, die von den Besuchern mit Johlen und Pfiffen gepriesen werden. Selbst Rachels perplexer Vater wird verhaftet und landet im Polizeiauto. In dieser Nacht ist der Striptease geboren!

## Produktionsnotizen
Die Nacht, als Minsky aufflog entstand mit einem Budget von gut drei Millionen Dollar ab dem 8./9. Oktober 1967 in New York City, die Dreharbeiten wurden am 22. Dezember desselben Jahres abgeschlossen. Die Weltpremiere fand mit einiger Verspätung am 18. Dezember 1968 in Los Angeles statt, die deutsche Erstaufführung war am 15. Februar 1974 im Abendprogramm der ARD.
George Justin übernahm die Produktionsleitung. William und Jean Eckart gestalteten die Filmbauten, Anna Hill Johnstone entwarf die zahlreichen 1920er-Jahre-Kostüme. Richard C. Kratina diente Chefkameramann Andrew Laszlo als einfacher Kameramann. Die Ausstattung übernahm John Godfrey. Philip J. Lang übernahm die Orchestrierung und war überdies Dirigent.
Bert Lahr, einst der feige Löwe in dem Fantasy-Farbfilmklassiker Das zauberhafte Land, starb noch während der Dreharbeiten.

## Wissenswertes
- Die Minsky’s Burlesque-Show hatte es tatsächlich gegeben, und auch die im Film geschilderte Polizeirazzia fand am 20. April 1925 statt. Bereits 1917 stürmte die Staatsmacht erstmals die Showbühne, da „unsittliche Zurschaustellungen“ unterstellt wurden. Seitdem versuchten die Betreiber einen schwierigen Spagat: Einerseits wollte man unbedingt gewagte Darbietungen der spärlich bekleideten Tänzerinnen und Showgirls (um Zuschauer anzulocken), andererseits musste man streng darauf achten, moralisch nicht zu beanstandende, „saubere“ Tanz- und Showeinlagen aufzuführen, um nicht zu riskieren, die Betreiber-Lizenz wegen Erregung öffentlichen Ärgernisses zu verlieren.

- Im Februar 2009 wurde auf Basis dieses Films in Los Angeles derselbe Stoff unter dem Titel Minsky’s als Musical herausgebracht.

## Synchronisation
| Rolle                          | Darsteller        | Synchronsprecher        |
| ------------------------------ | ----------------- | ----------------------- |
| Raymond Paine                  | Jason Robards     | Harald Juhnke           |
| Rachel Elizabeth Schpitendavel | Britt Ekland      | Traudel Haas            |
| Chick Williams                 | Norman Wisdom     | Peter Schiff            |
| Louis Minsky                   | Joseph Wiseman    | Ernst Wilhelm Borchert  |
| Jacob Schpitendavel            | Harry Andrews     | Heinz Giese             |
| Vance Fowler                   | Denholm Elliott   | Helmut Ahner            |
| Billy Minsky                   | Elliott Gould     | Christian Brückner      |
| Professor Spats                | Bert Lahr         | Konrad Wagner           |
| „Pockets“                      | Richard Libertini | Friedrich W. Bauschulte |
| Mae Harris                     | Gloria LeRoy      | Beate Hasenau           |
| Scratch                        | Eddie Lawrence    | Edgar Ott               |

## Kritiken
Der Film fand national wie international wohlwollende Aufnahme. Nachfolgend mehrere Beispiele:
Renata Adler schrieb in der New York Times, der Film evoziere wie die nahezu zeitgleich entstandenen Großproduktionen Star! und Funny Girl die gängige Vorstellung von der „guten, alten Zeit“ des amerikanischen Vaudeville-Showbiz. Die Kritikerin lobte vor allem das anekdotenreiche Drehbuch und die Nebendarsteller Norman Wisdom und Denhom Elliott sowie „die wunderschön getimten und wirklich lustigen Gags“.

„[Der Film] ist leichtgewichtig und desorganisiert, er ist ein Durcheinander. Dennoch eine Menge davon besitzt Charme, und es gibt eine wunderbar heruntergekommene Tanztruppe.“

„Ein brillantes Flickwerk klassischer amerikanischer Burleskshows auf der Lower East Side der 1920er Jahre.“

Der Movie & Video Guide konstatierte „zahlreiche nette Momente auf und hinter der Bühne“ und nannte den Film überdies ein „würziges Zeitstück“.
Halliwell‘s Film Guide schwärmte, der Film sei ein „wunderbares, kaleidoskopartiges Sammelsurium brillanter Bruchstücke, die bedauerlicherweise nicht im Gedächtnis haften bleiben als ein wirklich unvergesslicher Film“.
Das Lexikon des Internationalen Films lobte: „Ein teils subtiler, teils derb-fröhlicher Spaß voller Witz und Tempo, mit einigen komödiantischen Glanzleistungen.“